# Basisjahr

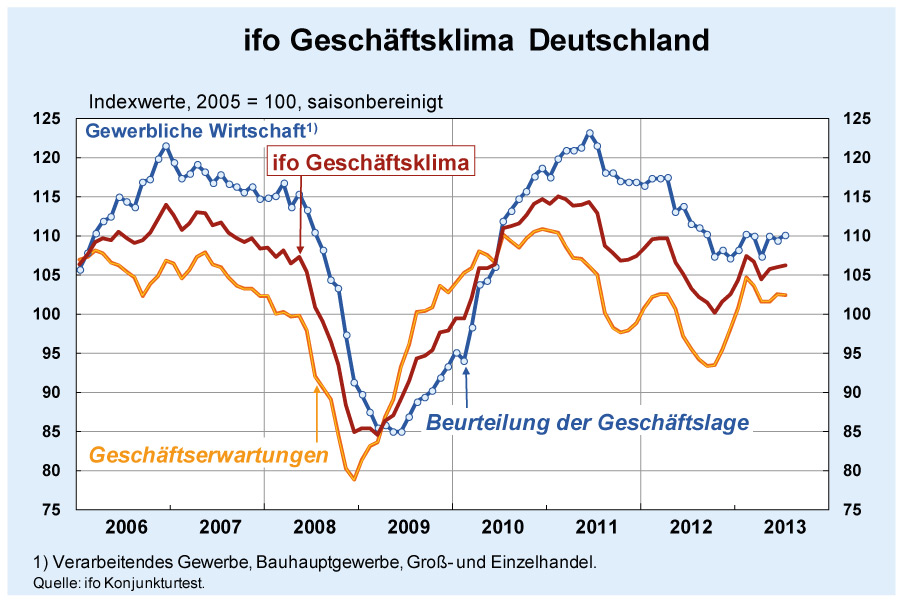
Der ifo-Geschäftsklimaindex hat als Basisjahr 2005, das die Veränderungen des späteren Geschäftsklimas aufzeigt

Das Basisjahr ist bei Statistiken für die Berechnung von Indexwerten erforderlich und eine Jahreszahl, der als Bezugswert meist 100 zugeordnet wird.

## Allgemeines
Das Basisjahr bildet einen festen Bezugspunkt, auf den sich künftige statistische Größen beziehen und damit dem Leser die aktuellen Veränderungen im Vergleich zum Basisjahr aufzeigen. Indexzahlen betreffen häufig die Wirtschaft. Deshalb kommen als Bezugswerte unter anderem Baukosten, Börsenkurse (auf dem Aktienmarkt oder Rentenmarkt), Verbraucherpreise (Paasche-Index oder Laspeyres-Index) oder Zinssätze in Betracht. 

## Berechnung
Von einem bestimmten Bezugswert muss eine Zeitreihe vorhanden sein, aus der ein Basisjahr als Berechnungsgrundlage ausgewählt wird. Dieses Basisjahr normiert meist den Wert von 100 Indexpunkten, zu welchem die dem Basisjahr vorausgegangenen und/oder ihm folgenden Bezugswerte in Beziehung gesetzt werden. Damit kann der Begriff Index definiert werden als Kennzahl für einen Bezugswert, bei der ein Basisjahr frei gewählt wird und sich spätere Veränderungen auf dieses Basisjahr beziehen. Dadurch können Veränderungen im Vergleich zum Basisjahr erkennbar werden. Beispielsweise wird beim Aktienindex DAX als Basisjahr der 31. Dezember 1987 zugrunde gelegt, für den ein Basiswert von 1000 Indexpunkten festgesetzt wurde. Anhand dieses Ausgangswertes lässt sich an jedem Handelstag ermitteln, ob sich der Aktienmarkt in Deutschland positiv oder negativ entwickelt.  
Gegeben sei eine Reihe zeitlich aufeinanderfolgender Werte (Zeitreihe) {\displaystyle y_{t}}, {\displaystyle t=1,2,3...n}. Der Zeitindex steht dabei für einen Zeitraum oder Zeitpunkt, diese werden oft als Berichtszeitraum oder Stichtag bezeichnet. Unter Verwendung eines Basiswerts {\displaystyle y_{0}} ist eine Messzahl durch
{\displaystyle m_{0t}={\frac {y_{t}}{y_{0}}}}
gegeben. Im Basisjahr {\displaystyle 0} nimmt die Messzahl {\displaystyle m_{00}} den Wert {\displaystyle 100} an.

## Indexarten
Eines der am längsten zurückliegenden Basisjahre hatte der Aktienindex des Statistischen Reichsamtes mit dem Jahr 1913. Heute gilt noch das Basisjahr 1914 für den Wert 1914 bei der Versicherungssumme oder dem Versicherungswert in Preisen des Jahres 1914 für eine Wohngebäudeversicherung. Dem Börsenindex Dow Jones Industrial Average liegt 1928 als Basisjahr zugrunde, weil dieser Aktienindex im Oktober 1928 auf die heute noch geltende Zahl von 30 Aktien erweitert wurde. Der ifo-Geschäftsklimaindex hat 2005 als Basisjahr. Auf ähnliche Weise funktionieren Baupreisindex (2015), Geschäftsklimaindex, Preisindex (2015) oder Zinsindex. Manche Basisjahre werden angepasst, wenn sich die Fundamentaldaten (wie etwa der Warenkorb) gravierend geändert haben so wie beim Verbraucherpreisindex für Deutschland (2015).